# Megan Marie Hart
Megan Marie Hart (/ˈmɛɡɪn məˈɹiː ˈhɑɹt/, nacida en 1983) es una soprano lírico spinto estadounidense. Es conocida por sus interpretaciones de Aida, Désdemona en Otelo, Doña Anna en Don Giovanni Luisa Miller, Madama Butterfly y Tosca.

## Biografía
Hart nació en Santa Mónica en California, en 1983 y creció en Eugene, Oregón, en una familia musical; su madre, Claudia, cantaba, y su padre, Dale, tocaba la guitarra clásica, el banyo, la mandolina y la armónica. La familia tenía un piano de cola, por el que Hart se interesó desde muy pequeña, antes de tomar clases de piano a los 9 años por voluntad propia. Después tocó el violín durante cinco años, hasta que decidó al canto coral.

### Educación y carrera musical
Hart comenzó a tomar clases de canto a los 17 años. Participó en el programa juvenil del Festival Bach de Oregón bajo la dirección de Helmuth Rilling, quien la inspiró a dedicarse profesionalmente al canto. Desde 2001, estudió con el tenor, profesor de canto y musicólogo Richard Miller en el Conservatorio de Música del Oberlin College. En el verano de 2003, participó en la Academia de Verano del Mozarteum también bajo la dirección de Miller. También participó en la academia de verano Elysium de Bernried durante los veranos de 2003 y 2004. En 2005 se licenció en Música en Oberlin, el mismo año en que estudió por primera vez con Marilyn Horne, en cuya clase magistral participó. Al año siguiente, obtuvo una maestría en Música.
Hart actuó por primera vez en Italia en el verano de 2006 como Amina en La sonámbula, y continuó su formación en la Manhattan School of Music de la ciudad de Nueva York, donde estudió con la mezzosoprano Mignon Dunn. Se graduó con un Certificado de Estudios Profesionales (Professional Studies Certificate) en 2007. De 2007 a 2010, participó en el programa de jóvenes artistas de la Ópera de Seattle, dirigido por Jane Eaglen. En el verano de 2008, participó en el programa de formación de diez semanas de la Ópera de Central City (Colorado), donde interpretó la ópera para iglesia Curlew River de Benjamin Britten, con Hart en el papel del esperito del niño. En el verano de 2010, estudió de nuevo con Marilyn Horne en la Music Academy of the West y ganó el concurso de canción Marilyn Horne (Marilyn Horne Song Competition). Desde entonces, Marilyn Horne sigue siendo su profesora.
Hart debutó en el Carnegie Hall en enero de 2012. En 2014 regresó a Europa para interpretar a Doña Anna en Don Giovanni en el Festival Zomeropera de Bélgica en 2014. Se unió al Landestheater Detmold, la ópera de Detmold, de 2015 a 2020, donde apareció en papeles spinto como Aida, Madama Butterfly, Luisa Miller y Tosca, entre otros. A partir de 2020, trabajó en el Staatstheater Darmstadt, la Ópera Estatal de Darmstadt. En 2021, grabó el aria Laudate Dominum de la Vesperæ solennes de confessore de Mozart con músicos de la Orquesta Estatal de Darmstad, en un nuevo arreglo para cinco contrabajos, violonchelo y soprano. En Darmstadt, cantó por primera vez en ruso el papel de Tatiana en Eugenio Oneguin, un papel que ya había interpretado en inglés con la Ópera de Seattle y la Sinfónica de Seattle en 2023. En 2024 interpretó a Desdémona en Otelo, junto al tenor uruguayo Gastón Rivero en el papel protagonista y Aris Argiris como Yago. En Darmstadt también estrenó importantes conciertos sobre el Holocausto. Su recital de lieder Famous Musicians of Jewish Origin, en el que participaron famosos compositores de origen judío, sirvió como acto de apertura de 1700 Jahre jüdisches Leben in Deutschland, una celebración de un año de duración del primer documento conocido, del año 321, que menciona una congregación judía en el territorio que hoy es Alemania. En 2025, estrenó el ciclo de canciones Letters to Fred: A Portrait of the Herzberg Family During the Holocaust (Cartas a Fred: un retrato de la familia Herzberg durante el Holocausto), compuesto para ella por la compositora israelí Bracha Bdil y comisionado por el Staatstheater Darmstadt para el 80.º aniversario de la liberación del campo de concentración de Auschwitz. También inerpretó La Madre, La Rosa y La Vanidosa en el estreno de la versión alemana de Il piccolo principe (El principito) de Pierangelo Valtinoni, que fue un gran éxito y se representó ante miles de niños.
Muchos amantes de la ópera consideran a Hart una de las mejores cantantes de ópera en activo.

## Repertorio seleccionado
Hart ha interpretado más de 50 papeles escénicos, así como numerosas obras de concierto, entre las que se incluyen:

### Papeles de ópera
- Auber: Elvira en Masaniello, o La muda de Portici
- Bellini: Amina en La sonámbula
- Britten: Titania en El sueño de una noche de verano
- Britten: Lady Billows en Albert Herring
- Cilea: Mlle. Jouvenot en Adriana Lecouvreur
- Donizetti: Adina en El elixir de amor
- Chaikovski: Tatiana en Eugenio Oneguin
- Donizetti: Rita en Rita
- Gounod: Julieta en Romeo y Julieta
- Gounod: Marguerite en Fausto
- Händel: Rol de título en Alcina
- Händel: Almirena en Rinaldo
- Humperdinck: Gretel, Gertrud y la bruja en Hansel y Gretel
- Liebermann: Sibyl Vane en El retrato de Dorian Gray
- Offenbach: Antonia en Los cuentos de Hoffmann
- Offenbach: Venus en Orfeo en los infiernos
- Mozart: Condesa Almaviva en Las bodas de Fígaro
- Mozart: Arminda en La finta giardiniera
- Mozart: Doña Anna en Don Giovanni
- Mozart: Fiordiligi en Così fan tutte
- Mozart: Constanza en El rapto en el serrallo
- Puccini: Cio-Cio-San en Madama Butterfly
- Puccini: Lauretta y Nella en Gianni Schicchi
- Puccini: Liú en Turandot
- Puccini: Mimí en La bohème
- Puccini: Floria Tosca en Tosca
- Poulenc: "Ella" en La voz humana
- Poulenc: Blanche en Diálogos de carmelitas
- Strauss: Crisótemis en Electra
- Strauss: Zerbinetta en Ariadna en Naxos[13]
- Verdi: Rol de título en Aida
- Verdi: Desdémona en Otelo
- Verdi: Gilda en Rigoletto
- Verdi: Rol de título en Luisa Miller
- Wagner: Elsa en Lohengrin
- Wagner: Wellgunde en El oro del Rin
- Wainwright: Marie en Prima Donna

### Papeles de opereta
- Abraham: Madeleine de Faublas en El baile del Savoy
- Kálmán: Sylva Varescu en La princesa gitana
- Strauss, J.: Rosalinda en El murciélago'
- Gilbert: Gianetta en The Gondoliers

### Concierto
- Bdil: Letters to Fred
- Beethoven: Sinfonía n.º 9[8]
- Mahler: Sinfonía n.º 2 "Resurrección"
- Mendelssohn: Elías
- Korngold: Drei Lieder
- Sargon: Shema: 5 Poems of Primo Levi
- Strauss: Cuatro últimas canciones
- Suppè: Missa pro defunctis Réquiem
- Verdi: Misa de Réquiem

## Premios y distinciones
- 2010: Marilyn Horne Song Contest, ganador del Gran Premio[12]
- 2012: Concurso Liederkranz de Nueva York, primer puesto, categoría Art Song[31]
- 2018: Theaterring Detmold, mejor cantante[32]
- 2019: Theaterring Detmold, premio del público al miembro del conjunto más popular en teatro musical[33]

## Discografía
1999: Turn the World Around (en coro), Oregon Bach Festival Youth Choral Academy; directores: Anton Armstrong, Helmuth Rilling.

## Videografía
- Händel: Alcina (TV, 2010, dirección: Caroline Copeland). Con Bourbon Baroque en Louisville (EE. UU.).
- Mozart: Laudate Dominum (2021, Staatstheater Darmstadt)